# 林家祥
林家祥（1946年8月16日－），為台灣的棒球教練，曾為中華職棒統一獅隊的總教練，後來致力於三級棒球的耕耘，現為三信家商青棒隊的總教練。

## 經歷
- 陸軍棒球隊
- 台電棒球隊
- 經濟部棒球隊
- 陸軍棒球隊教練
- 台電棒球隊總教練
- 漢城奧運中華成棒隊總教練（1988年）
- 中華職棒統一獅隊總教練（1997年～1998年）
- 台北市開南商工青棒隊總教練
- 高雄市三民高中青棒隊總教練（2011年～2013年）[1]
- 三信家商青棒隊總教練（2014年～）

## 外部連結
- 林家祥在台灣棒球維基館上的頁面（繁體中文）